# Liste du patrimoine immobilier classé de Montigny-le-Tilleul
Cette page regroupe l'ensemble du patrimoine immobilier classé de la ville belge de Montigny-le-Tilleul.
| Objet                 | Année de construction / Architecte | Adresse | Section communale | Coordonnées                      | Numéro d’inventaire | Illustration          |
| --------------------- | ---------------------------------- | ------- | ----------------- | -------------------------------- | ------------------- | --------------------- |
| L'église Saint-Martin |                                    |         |                   | 50° 22′ 43″ nord, 4° 22′ 47″ est | 52048-CLT-0001-01   | L'église Saint-Martin |